# Phaenolis alboterminatus
Phaenolis alboterminatus is een keversoort uit de familie glimwormen (Lampyridae). De wetenschappelijke naam van de soort werd voor het eerst geldig gepubliceerd in 1995 door Zaragoza Caballero.